# Insect (film, 2018)
Pour les articles homonymes, voir Insect.
Pour plus de détails, voir Fiche technique et Distribution.
Insect (Hmyz) est un film tchèque et slovaque réalisé par Jan Švankmajer, sorti en 2018.
Le film est basé sur la pièce de théâtre De la vie des insectes (Ze života hmyzu) écrite par Josef Čapek et Karel Čapek.
Le budget du film s'élève à 45 millions de couronnes tchèques, avec des contributions de la télévision tchèque (9 millions de couronnes tchèques) et du Fonds d'État de la République tchèque pour le soutien et le développement du cinéma - équivalent du CNC - (10 millions de couronnes tchèques). En moins de 10 jours après l'annonce de la collecte de fonds, ils ont réuni la somme visée de 150 000 dollars, avec près de 1 600 donateurs.
Ce film sera le dernier long métrage de Švankmajer (selon ses propres mots).

## Fiche technique
- Titre original : Hmyz
- Titre français : Insect
- Réalisation : Jan Švankmajer
- Scénario : Jan Švankmajer d'après Josef Čapek et Karel Čapek
- Direction artistique : Jan Švankmajer et Václav Švankmajer
- Costumes : Veronika Hrubá
- Photographie : Adam Olha et Jan Ruzicka
- Son : Ivo Spalj
- Montage : Jan Danhel
- Pays d'origine : République tchèque / Slovaquie
- Format : Couleurs - 35 mm
- Genre : animation, comédie dramatique
- Durée : 98 minutes
- Dates de sortie :
  -  Pays-Bas : 27 janvier 2018 (Festival international du film de Rotterdam)
  -  République tchèque : 19 février 2018
  -  Slovaquie : 15 mars 2018

## Distribution
- Jirí Lábus : Dung Beetle
- Jan Budar : Václav
- Jaromír Dulava : Mr. Cricket
- Norbert Lichý : Parasite
- Kamila Magálová : Mrs. Cricket
- Ivana Uhlírová : Larva